# الگوریتم پزشکی

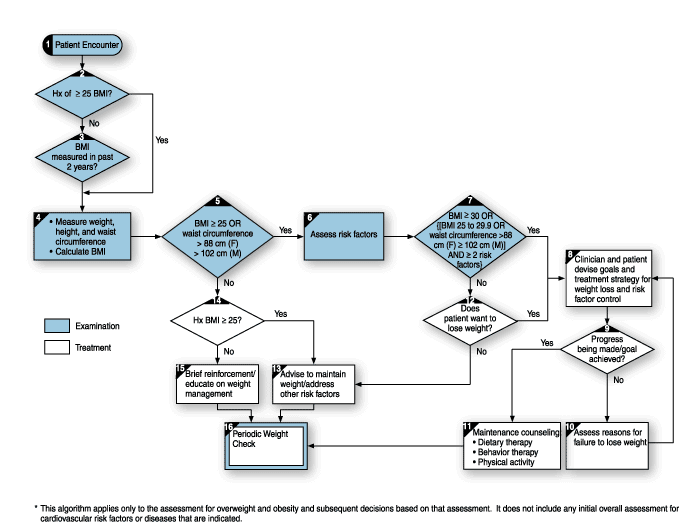
الگوریتم پزشکی برای ارزیابی و درمان اضافه وزن و چاقی.

یک الگوریتم پزشکی هر محاسبات، فرمول، بررسی آماری، نوموگرام یا جدول جستجویی است که در مراقبت‌های بهداشتی قابل استفاده و مفید است. الگوریتم‌های پزشکی شامل رویکردهای درخت تصمیم برای درمان و مراقبت‌های بهداشتی در بیماران دارای علایم (به عنوان مثال، اگر علائم A, B، و C در بیمار مشهود هستند، پس از درمان X استفاده کنید) و همچنین استفاده از ابزارهایی با دقت کم‌تر با هدف کاهش یا تعریف قطعی نبودن بیماری هستند. نسخه پزشکی نیز نوعی الگوریتم پزشکی به حساب می‌آید.

## محدوده
الگوریتم‌های پزشکی بخشی از زمینه‌های وسیع‌تری هستند که معمولاً متناسب با اهداف انفورماتیک پزشکی و تصمیم‌گیری پزشکی هستند. تصمیمات پزشکی در چندین زمینه از فعالیت‌های پزشکی از جمله انتخاب تست پزشکی، تشخیص، درمان و پیش آگهی و کنترل خودکار تجهیزات پزشکی رخ می‌دهد.
سیستم‌های پشتیبانی تصمیم‌گیری بالینی مبتنی بر منطق و مبتنی بر شبکه عصبی مصنوعی، که همگی برنامه‌های رایانه‌ای مورد استفاده در زمینه تصمیم‌گیری پزشکی هستند، در مقایسه با الگوریتم‌ها در معماری، ساختار داده و رابط کاربری پیچیدگی کمتری را از خود نشان می‌دهند. الگوریتم‌های پزشکی لزوماً با استفاده از کامپیوترهای دیجیتال قابل پیاده‌سازی نیستند و شما می‌توانید بسیاری از این الگوریتم هارا بر روی کاغذ، به صورت نمودار، نوموگراف و غیره نشان دهید.

## مثال‌ها
تعداد قابل توجهی از اطلاعات پزشکی در قالب الگوریتم‌های پزشکی منتشر شده و در پایگاه داده‌ها قابل دسترس است. این الگوریتم‌ها از محاسبات ساده تا پیش‌بینی‌های پیچیده را شامل می‌شوند. به‌طور معمول اکثر پزشکان فقط از یک زیر مجموعه کوچک استفاده می‌کنند.
نمونه‌هایی از الگوریتم‌های پزشکی عبارتند از:
- ماشین حساب، به عنوان مثال یک ماشین حساب آنلاین یا مستقل برای شاخص توده بدنی (BMI) زمانی که قد و وزن بدن داده می‌شود.
- فلوچارت‌ها و نمودارهای drakon، به عنوان مثال یک درخت تصمیم دودویی برای تصمیم‌گیری در مورد علت درد قفسه سینه
- جداول جستجو، به عنوان مثال برای جستجوی انرژی غذا و محتویات غذایی مواد غذایی
- نوموگرام‌ها، به عنوان مثال یک لام دایره ای متحرک برای محاسبه مساحت سطح بدن یا دوز دارو.

یک کلاس رایج از الگوریتم‌ها که در راهنمای انتخاب روش‌های درمان تعبیه شده توسط بسیاری از سازمان‌های ملی، دولتی، مالی و محلی مراقبت‌های بهداشتی تأیید شده‌است و به عنوان منبعی از دانش برای استفاده روزانه و برای القا و استنتاج پزشکان جدید ارائه می‌شود. زمینه ای که بیش از همه مورد توجه ویژه قرار گرفته، انتخاب دارو برای بیماری‌های وابسته به روانپزشکی است. در بریتانیا، دستورالعمل‌ها یا الگوریتم‌هایی برای این موضوع به خصوص توسط حدوداً ۵۰۰ مرکز مراقبت‌های اولیه تولید شده، که تقریباً مقدار قابل ملاحظه ای از آنها که به حدود ۱۰۰ واحد روان‌پزشکی می‌رسند مراکز مراقبت‌های ثانویه هستند و بسیاری دیگر در حدود ۱۰۰۰۰ مطب عمومی نیز تولید شده‌است. در ایالات متحده، یک پیش قدمی ملی (فدرال) برای ارائه این الگوریتم‌ها برای همه ایالت‌ها وجود دارد، و تا سال ۲۰۰۵ شش ایالت در حال تطبیق خود با رویکردهای پروژه الگوریتم دارویی تگزاس بودند یا روی تولیدات خودشان کار می‌کردند.
یک گرامر (دستور زبان) - نحوه آردن - برای توصیف الگوریتم‌ها از نظر ماژول‌های منطق پزشکی وجود دارد. رویکردی مانند این باید امکان مبادله MLMها را بین پزشکان و مؤسسات و غنی سازی ابزارهای رایج را فراهم کند.

## هدف
هدف الگوریتم‌های پزشکی بهبود و استانداردسازی تصمیمات اخذ شده در ارائه مراقبت‌های پزشکی است. الگوریتم‌های پزشکی به متعارف سازی انتخاب و کاربرد رژیم‌های غذایی و درمانی کمک می‌کنند که توسط اتوماسیون الگوریتم برای کاهش خطاهای احتمالی انجام می‌شود. برخی نیز تلاش می‌کنند تا نتیجه را برای مثال در سیستم‌های امتیازدهی مراقبت‌های ویژه را پیش‌بینی کنند.
الگوریتم‌های تشخیص سلامت کامپیوتری می‌توانند پشتیبانی و تصمیم‌گیری بالینی و تخصصی را به موقع فراهم کنند. همچنین پیروی از دستورالعمل‌های مبتنی بر شواهد را بهبود بخشند و منبعی برای آموزش و تحقیق باشند.
الگوریتم‌های پزشکی که مبتنی بر بهترین عملکردها هستند، می‌توانند به همه افراد درگیر در ارائه درمان‌های استاندارد شده، کمک کنند که این کار از طریق طیف گسترده‌ای از ارائه‌دهندگان مراقبت‌های تخصصی و بالینی صورت می‌گیرد. بسیاری از آنها به عنوان پروتکل‌ها ارائه می‌شوند و این یک وظیفه کلیدی در آموزش است که اطمینان حاصل شود افراد در صورت لزوم و وابسته به شرایط از پروتکل‌ها خارج می‌شوند. در وضعیت دانش کنونی ما، ایجاد نکات و دستورالعمل‌ها ممکن است برای نویسندگان رضایت بخشی کمتری داشته باشد، اما نسبت به جامعه مناسب‌تر است.

## هشدارها
همانند بیشتر علم و پزشکی، الگوریتم‌هایی که محتوای آنها کاملاً برای بررسی و مشاهده قابل دسترس نیست و جای برای بهتر شدن دارد، باید با شک و تردید در آن ها را نظر گرفت.
محاسبات به‌دست‌آمده از الگوریتم‌های پزشکی باید با علم دانش بالینی و قضاوت پزشک مقایسه شود و به صلاح دید ایشان مورد استفاده قرار گیرد.